# 郭威
郭 威（かく い）は、五代後周の初代皇帝。廟号は太祖。

## 生涯

### 出自・皇帝に即位する前まで
邢州堯山県（現在の河北省邢台市隆堯県）の出身。郭簡と王氏のあいだの子。父は晋王李克用の時代に刺史に任じられたが、郭威が3歳の頃に戦乱に巻き込まれて戦死したために家門は没落し、養母の韓氏に養育された。
成長した郭威は、一兵卒から立身して、劉知遠にその才能を見出され重臣となった。劉知遠が後漢を建国するに際し大功を挙げ、枢密副使にまで昇進している。

### 即位
948年、劉知遠が没して劉承祐（隠帝）が即位すると枢密使に昇進する。さらに契丹を撃退するなど多大な軍功があり、人望を集めたという。そのため、その実力を劉承祐に恐れられるようになり、一族を皆殺しにされた上、自身も命を狙われるようになる。このため、軍と共に逆に反乱を起こして劉承祐を殺害し、劉知遠の甥（劉崇の子）の劉贇（順帝湘陰公）を皇帝に立てたが、間もなく殺害して自ら皇帝として即位し、後周を立てた。
即位してからの郭威は、農村復興や節度使の統制、軍事力の強化など、内治に力を注いだという。
家族は皆殺しにされていたため、郭威とともに行動していて難を逃れた義理の甥（妻柴氏の兄柴守礼の子）である柴栄（世宗）が後継者となった。

## 宗室

### 后妃
- 聖穆皇后柴氏 - 最初の正妻。
- 淑妃楊氏 - 2人目の正妻。
- 貴妃張氏 - 3人目の正妻。後漢で処刑された。
- 徳妃董氏 - 4人目の正妻。

### 男子
- 郯王郭侗（郭青哥） - 後漢で処刑された。
- 杞王郭信（郭意哥） - 後漢で処刑された。
- 世宗柴栄（養子）

### 女子
- 楽安公主（莒国長公主） - 後漢で処刑された。
- 寿安公主（晋国長公主）
- 永寧公主（梁国長公主）

## 年号
- 広順（951年 - 954年）